# Credito all'esportazione
Il credito all'esportazione è uno strumento di finanziamento mirato a favorire il pagamento nel corso del tempo attraverso una linea di credito concessa per favorire le esportazioni di beni e servizi. È stato introdotto nella legislazione italiana nel 1953, poi più volte modificata e integrata.
Tali crediti si suddividono in:
- supplier's credit se si tratta di dilazioni di pagamento concesse all'operatore con la controparte estera (credito fornitore)
- buyer's credit concessi al cliente straniero perché possa pagare l'esportatore attraverso un intermediario finanziario (credito acquirente).

La linea di credito può essere espressa in euro o in qualunque altra valuta riconosciuta, nella misura massima dell'85% dell'importo della fornitura (fornitura ammissibile). Il restante 15% deve essere corrisposta dall'acquirente previo pagamento in contanti.

## Normativa internazionale
Entrambi, i crediti all'esportazione supportati e crediti di aiuto legato, sono in pratica sovvenzioni attribuite a condizioni controllate dai governi. Pertanto, vi è una costante tentazione di utilizzare questi strumenti finanziari per sovvenzionare le esportazioni commerciali al fine di guadagnare un competitivo temporaneo nelle esportazione o per controbilanciare tale azione svolta un altro governo (matching). Tuttavia, il risultato finale è negativo per i paesi importatori (in genere, paesi in via di sviluppo), che sono resi incapaci di scegliere la migliore combinazione tra qualità e prezzo, ma devono prima considerare il finanziamento. Risulta inoltre negativo anche per i contribuenti, che ne pagano indirettamente il conto. Ne beneficiano solamente gli esportatori i cui governi hanno una maggiore disponibilità di risorse per finanziare tali attività, anche se l'effetto macro-economico della sovvenzione rimane dubbio.
In passato, vi sono state grandi aziende, supportate dai governi e mantenute in vita in larga parte anche grazie ai crediti all'esportazione e crediti di aiuto legato. Per evitare questi usi distorti del sistema, si è ritenuto utile armonizzare le condizioni di credito all'esportazione e di monitorare il matching e crediti di aiuto legato.
Questa situazione ha portato prima a un accordo informale nel 1976 tra alcuni paesi OCSE, conosciuto come "Consensus OCSE". Il quale venne seguito nel 1978 da un accordo verbale facilitato dalla Direzione Commercio dell'OCSE, che ha istituito un gruppo di lavoro sui crediti all'esportazione. Tale accordo, ufficialmente conosciuto "Orientamento per i crediti all'esportazione" ("The Arrangement"). Anche se promosso dall'OCSE, non tutti i paesi membri fanno parte dell'OCSE, la sottoscrizione è infatti aperta a tutti i paesi, anche non OCSE.
Dal 1999, le categorie di rischio paese sono state armonizzate da tale accordo, sono stati assegnati alle diverse categorie di rischio dei tassi di premio minimi. Questo è volto a garantire che la concorrenza avvenga in base a prezzi e qualità delle merci esportate, e non in termini di quanto sostegno uno Stato fornisce ai suoi esportatori. L'accordo non si estende alle esportazioni di prodotti agricoli o attrezzature militari. Una recente decisione presso l'Organizzazione mondiale del commercio (OMC) indica che l'utilizzo di crediti all'esportazione nel settore agricolo è vincolato all'impegno da parte dei membri dell'OMC al rispetto dei sussidi alle esportazioni agricole.
L'Unione di Berna, o ufficialmente, la International Union of Credit & Investment Insurers, è un'organizzazione internazionale per il credito all'esportazione ed agli investimenti nel settore assicurativo. L'Unione di Berna ed il Club di Praga insieme hanno più di 70 aziende associate nel mondo.
A livello UE, la Commissione europea svolge un ruolo nell'armonizzazione delle agenzie di credito all'esportazione e il coordinamento di strategie e posizioni di negoziazione. Questo si basa sulle decisioni del Consiglio 73/391/CEE e 76/641/CEE. Tali decisioni prevedono consultazioni preventive tra gli stati membri i materia di crediti all'esportazione di lungo termine. Gli Stati membri possono chiedere loro se stanno considerando di finanziare uno specifico investimento con il supporto del credito all'esportazione. Membri dell'UE non possono sovvenzionare crediti all'esportazione intra-UE.

## Elenco delle maggiori Agenzie di credito all'esportazione

### Agenzie Multilaterali di credito all'esportazione
- Africa - African Export-Import Bank (Afreximbank)
- Africa - African Development Bank AfdB
- Paesi Area Andina - Corporación Andina de Fomento (CAF)
- Lega Araba - Arab Found for Economic and Social Development
- Asia - Asian Development Bank
- Europa Centrale e Orientale - Banca Europea per la Ricostruzione e lo sviluppo (BERS)
- Europa Centrale e Orientale - Unione europea (UE)
- Europa Centrale e Orientale - Banca Europea degli investimenti (BEI)
- Islamic Corporation for the Insurance of Investment and Export Credit (ICIEC) (parte della Banca Islamica per lo sviluppo)
- Banca Islamica per lo sviluppo (IsDB)
- America Latina - Inter-American Development Bank (IADB)
- Multilateral Investment Guarantee Agency (parte dellaBanca Mondiale)
- Nordic Investment Bank (NIB)
- Nordic Development Fund (NDF)
- OPEC Fund for International Development (NDF)

### Agenzie di credito all'esportazione per paese
- Australia - Export Finance and Insurance Corporation (EFIC)
- Austria - Oesterreichische Kontrollbank AG (OeKB)
- Belgio - Office National du Ducroire/Nationale Delcrederedienst (ONDD)
- Canada - Export Development Canada (EDC)
- Cina - Export–Import Bank of China
  -  Hong Kong - Hong Kong Export Credit Insurance Corporation
- Colombia - Banco de Comercio Exterior de Colombia (Bancóldex)
- Rep. Ceca - Export Guarantee and Insurance Corporation (EGAP), Czech Export Bank
- Danimarca - Eksport Kredit Fonden (EKF)
- Emirati Arabi Uniti - Etihad Export Credit Insurance (ECI)
- Finlandia - EFinnvera Oyj, Finnish Export Credit Ltd (FEC)
- Francia - Banque Publique d'Investissement (Bpifrance), Direction des Relations Economiques Extérieures (Ministère de l'Economie) (DREE)
- Germania - Euler Hermes Kreditversicherungs-AG, AuslandsGeschäftsAbsicherung der Bundesrepublik Deutschland
- Grecia - Export Credit Insurance Organisation (ECIO)
- Ungheria - Hungarian Export Credit Insurance Ltd (MEHIB), Hungarian Export-Import Bank
- India - Export-Import Bank of India, Export Credit Guarantee Corporation of India (ECG)
- Italia - SACE S.p.A. Servizi Assicurativi del Commercio Estero
- Giappone - Japan Bank for International Cooperation (JBIC), Nippon Export and Investment Insurance (NEXI)
- Giordania - Jordan Loan Guarantee Cooperation (JLGC), Loan Guarantee & Export Credit Guarantee
- Corea del Sud - Korea Trade Insurance Corporation (K-SURE), The Export-Import Bank of Korea (KEXIM)
- Lussemburgo - Office du Ducroire (ODD)
- Messico - Banco Nacional de Comercio Exterior (Bancomext)
- Paesi Bassi - Atradius
- Nuova Zelanda - Export Credit Office (ECO)
- Norvegia - The Norwegian Guarantee Institute for Export Credits (GIEK)
- Polonia - Korporacja Ubezpieczén Kredytów Eksportowych (KUKE)
- Portogallo - Companhia de Seguro de Créditos
- Slovacchia - Export-Import Bank of the Slovak Republic (Eximbank SR)
- Spagna - Compañía Española de Seguros de Crédito a la Exportación, Secretaría de Estado de Comercio (Ministerio de Economía)
- Svezia - Exportkreditnämnden (EKN)
- Svizzera - Swiss Export Risk Insurance (SERV)
- Turchia - Export Credit Bank of Turkey (Türk Eximbank)
- Regno Unito - Export Credits Guarantee Department (ECGD)
- Stati Uniti - Export-Import Bank of the United States (Ex-Im Bank)